# Nacionalni park Lorentz
Nacionalni park Lorentz je najveći nacionalni park u jugoistočnoj Azija (25.056 km²); smješten je na sjeverozapadnoj obali otoka Nove Gvineje u indonezijskoj pokrajini Papua. Park je nazvan po nizozemskom istraživaču Hendrikusu Albertusu Lorentzu koji je prvi prošao ovim područjem u ekspediciji 1909. – 10. godine. 
To je jedino zaštićeno područje na svijetu u kojemu se nalazi netaknut i neprekinut prijelaz od ekosustava vječitog planinskog leda do tropskih obala, uključujući široka područja nizinskih vlažnih područja, kišnih šuma i alpske tundre. Kako se nalazi na dodirnoj točki dvije kontinentalne ploče, ovo područje je mjesto kontinuiranih formacija planina i djelovanja ledenjaka. S velikim brojem nalazišta fosila i živih endema, te najvećom razinom bioraznolikosti u širem području, također je važno mjesto za proučavanje evolucije života na Novoj Gvineji. Zbog toga je njegovih 23.500 km² upisano na UNESCO-ov popis mjesta svjetske baštine u Aziji 1999. godine.

## Odlike
U parku se nalazi 4.884 metra visok vrh planine Maoke, Puncak Jaya, koji je najviši vrh između Himalaja i Anda.
U parku se nalaze mnoga neistražena i nezabilježena područja u kojima vjerojatno obitavaju mnoge vrste biljaka i životinja koje su nepoznate znanstvenicima. Također, lokalno stanovništvo je jako slabo obrazovano kad su u pitanju botanika i zoologija, tj. etnobiologija.

### Bioraznolikost
U Nacionalnom parku Lorentz obitava više vrsta biljaka kao što su: nipah (Nypa fruticans), bakau (Rhizophora apiculata), Pandanus julianettii, Colocasia esculenta, Podocarpus pilgeri, i Nauclea coadunata.
Tu obitava i preko 630 vrsta ptica (oko 70% od ukupnog broja na Novoj Gvineji), među kojima su dvije vrste kazuara, 31 vrsta goluba, 31 vrsta kakadua, 13 vrsta vodomara, 29 vrsta 
medosasa i veliki broj ugroženih vrsta kao što je Veliki kazuar, Južnjački krunasti golub (Goura scheepmakeri), Pesquetova papiga (Psittrichas fulgidus), Salvadorijeva patka (Salvadorina waigiuensis) i Macgregorovom divovski medojed (Macgregoria pulchra). Endemske vrste su planinske snježnoplaninska fazanka (Anurophasis monorthonyx) i snježnoplaninski crvendać (Petroica archboldi), te 26 tropskih vrsta.
Od 123 vrsta sisavaca tu obitavaju: Dugokljuni ježac (Zaglossus bruijni), Kratkokljuni ježac (Tachyglossus aculeatus), 4 vrste kuskusa (Phalangeridae), te valabiji, divlje mačke, šumski klokani i endemski šumski klokan Dingiso (Dendrolagus mbaiso).
- Ledenjaci Puncak Jaya 1936. god.
- Ledenjaci 1990. i 2003.
- Ostaci ostataka ledenjaka Puncak Jaya
- Divovska biljka mesožder (Nepenthes)
- Južnjački krunasti golub (Goura scheepmakeri) u parku

## Vanjske poveznice
- Službena stranica Nacionalnog parka Lorentz (indn.)
- Indo-Pacific Conservation Alliance Project — Facilitating Community-Driven Conservation and Strengthening Local Cultural Institutions in the Greater Lorentz Lowlands  Arhivirana inačica izvorne stranice od 12. prosinca 2006. (Wayback Machine) (engl.)
- Birdlife EBA Factsheet: South Papuan Lowlands  Arhivirana inačica izvorne stranice od 3. siječnja 2009. (Wayback Machine) (engl.)